# نظریه دوعاملی هیجان
نظریه دوعاملی هیجان (به انگلیسی: Two-Factor Theory of Emotion) (یا نظریه شاختر) در روان‌شناسی نظریه‌ای است که بیان می‌کند احساسات بر اساس دوعامل بنا نهاده شده‌اند: انگیختگی فیزیولوژیک و برچسب شناختی. این نظریه توسط دو پژوهشگر با نام‌های استنلی شاختر و جروم ئی سینگر ارائه شده‌است. بر اساس این نظریه زمانی که احساسی احساس می‌شود، انگیختگی فیزیولوژیکی‌ای رخ می‌دهد و فرد با استفاده از محیط فوراً و به سرعت در جستجوی نشانه‌هایی عاطفی برای برچسب زدن به آن انگیختگی فیزیولوژیک می‌گردد. و این گاهی اوقات می‌تواند باعث برداشت‌های غلط از احساسات بر اساس نمودهای فیزیولوژیکی بدن شخص شود. به این شکل، هنگامی که مغز نمی‌داند که چرا احساسی را ادراک کرده، محرک‌های خارجی‌ای که می‌یابد را عامل بروز آن احساس دانسته و به آن‌ها برچسب می‌زند. شاختر و سینگر در این نظریه بیان کردند، که کیفیت هیجان‌ها فقط بر اساس ارزیابی از موقعیت‌ها و محیط صورت می‌گیرد و از ترکیبی از دو عامل فوق است: یکی یک عامل تببین ناپذیر در بدو امر، و دومی تبیین و ارزیابی شناختی از آن انگیختگی.